# パコ・クロス
フランシスコ・"パコ"・ハビエル・クロス・オロスコ（Francisco "Paco" Javier Clos Orozco、1960年8月8日 - ）は、スペイン・カタルーニャ州マタロー出身の元サッカー選手、元サッカー指導者。現役時代のポジションはFW。元スペイン代表。

## 経歴
FCバルセロナのカンテラであるラ・マシア出身。1980年からの3年間のBチーム生活を経て、1982年10月2日、アトレティコ・マドリードとのリーグ戦でトップチームデビューを飾った。しかし、バルセロナのトップチームではポジション確保に至らず、1988年にプリメーラ・ディビシオンのレアル・ムルシアに移籍。加入1シーズン目にセグンダ・ディビシオンへとムルシアが降格して以降、クロスは1部の舞台でプレーする機会は訪れなかった。
1985年2月27日、1986 FIFAワールドカップ・予選のスコットランド代表戦にて、スペイン代表初出場を記録し、48分にはデビュー戦ながら得点を決めた。A代表通算3試合1得点。
1994年に現役引退後すぐに指導者として活動し始め、主にスペイン下部リーグのクラブで監督としてチームを率いた。

## タイトル

### クラブ
FCバルセロナB
- セグンダ・ディビシオンB : 1回 (1981-82)

FCバルセロナ
- プリメーラ・ディビシオン : 1回 (1984-85)
- コパ・デル・レイ : 1回 (1982-83, 1987-88)
- スーペルコパ・デ・エスパーニャ : 1回 (1983-84)
- コパ・デ・ラ・リーガ : 2回 (1982-83, 1985-86)